# Fjelberg
Fjelberg är en kyrkby i Kvinnherads kommun i Vestland fylke i västra Norge. Byn ligger på södra delen av ön Fjelbergøya. Här finns Fjelbergs kyrka.
Byn utgjorde tidigare centralort i dåvarande Fjelbergs kommun i Hordaland fylke.